# Santuario di Lot
Il Santuario di Lot è un antico monumento bizantino dedicato a Lot, nipote di Abramo, che trovò rifugio sulle montagne con le sue figlie dopo la distruzione di Sodoma e Gomorra (Gen 19,30).

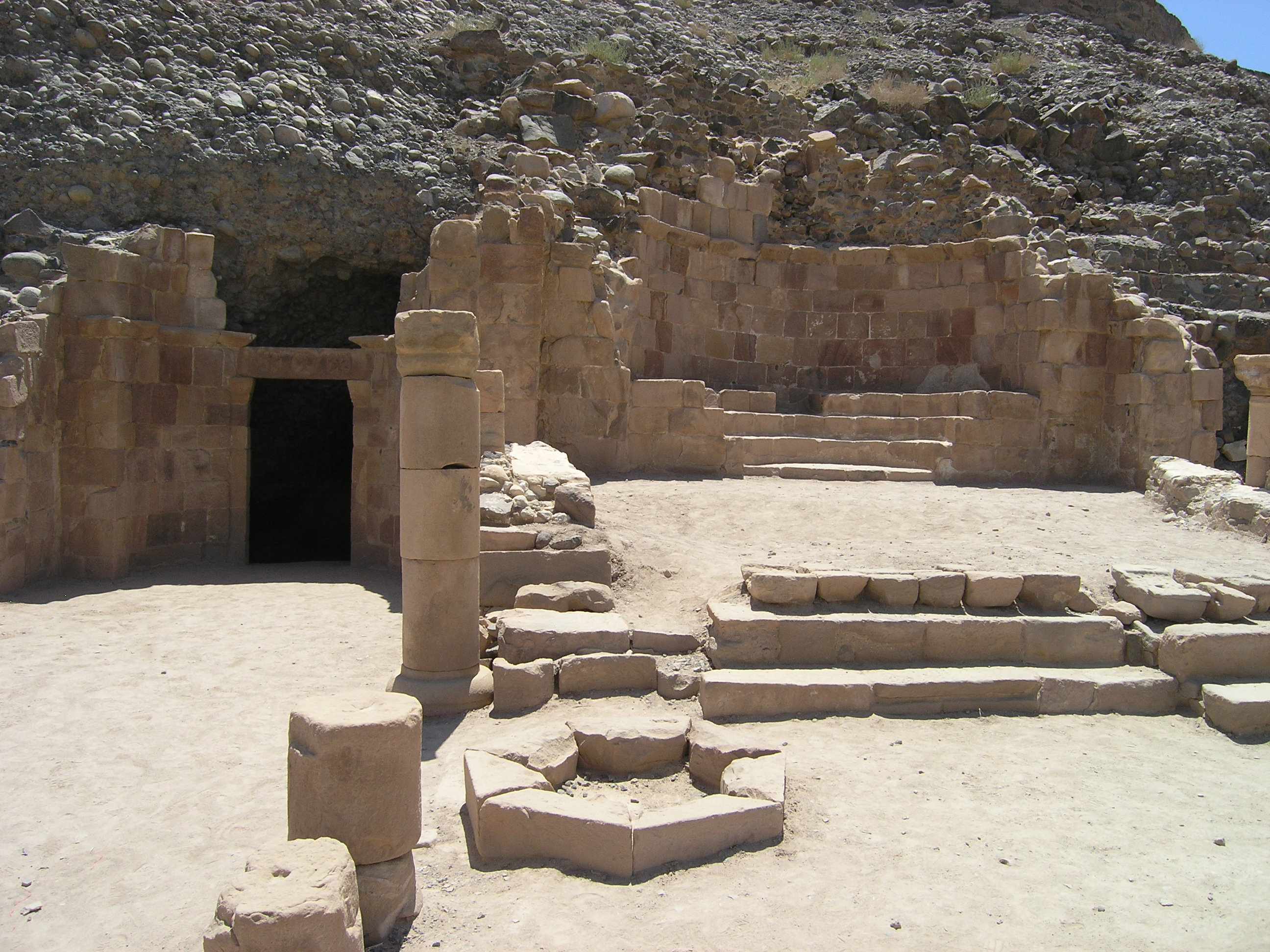
Santuario di Lot, basilica, navata centrale con base a 7 angoli dell'ambone, navata sinistra con ingresso alla Grotta di Lot

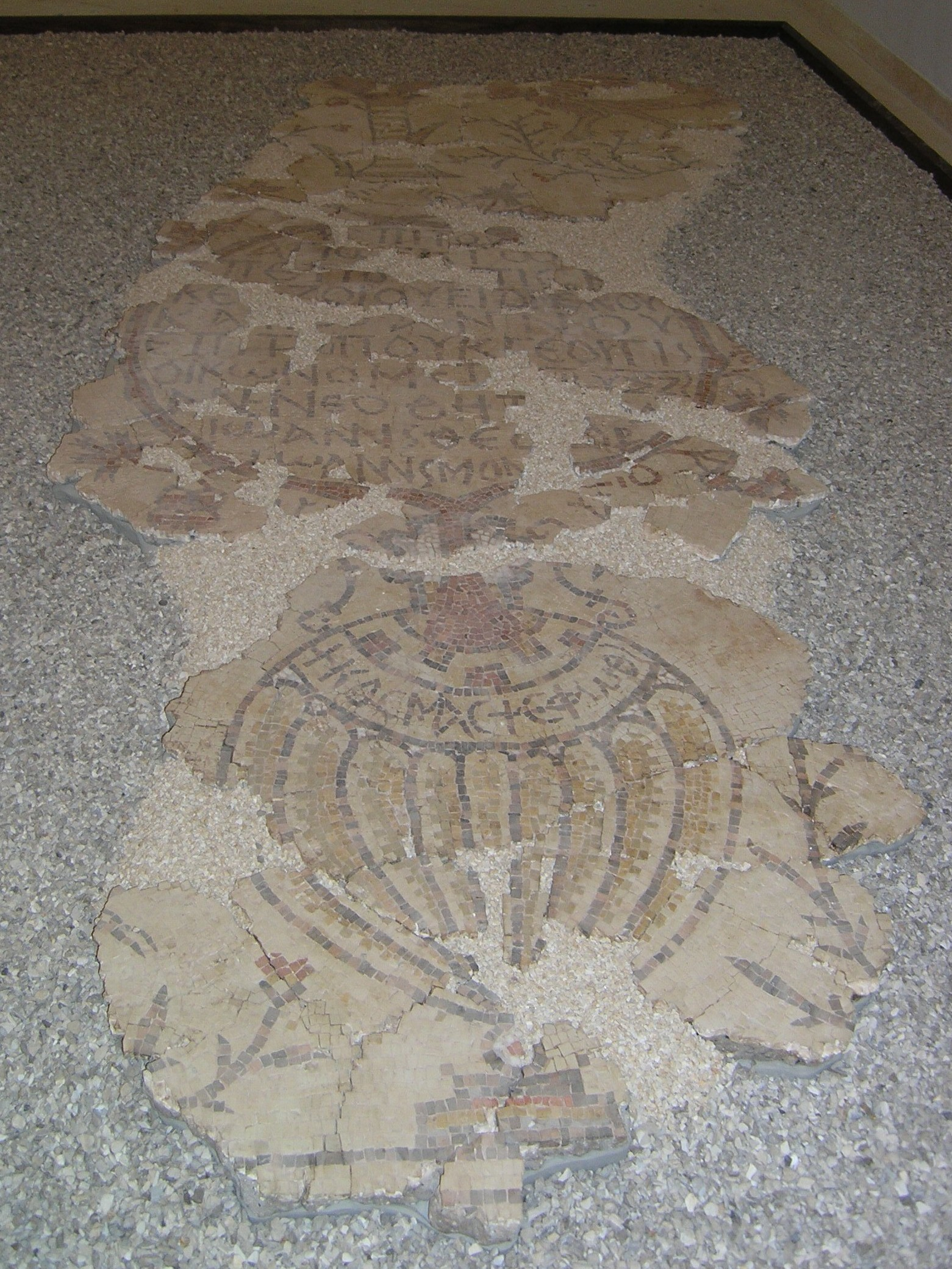
Mosaico del Diakonikon

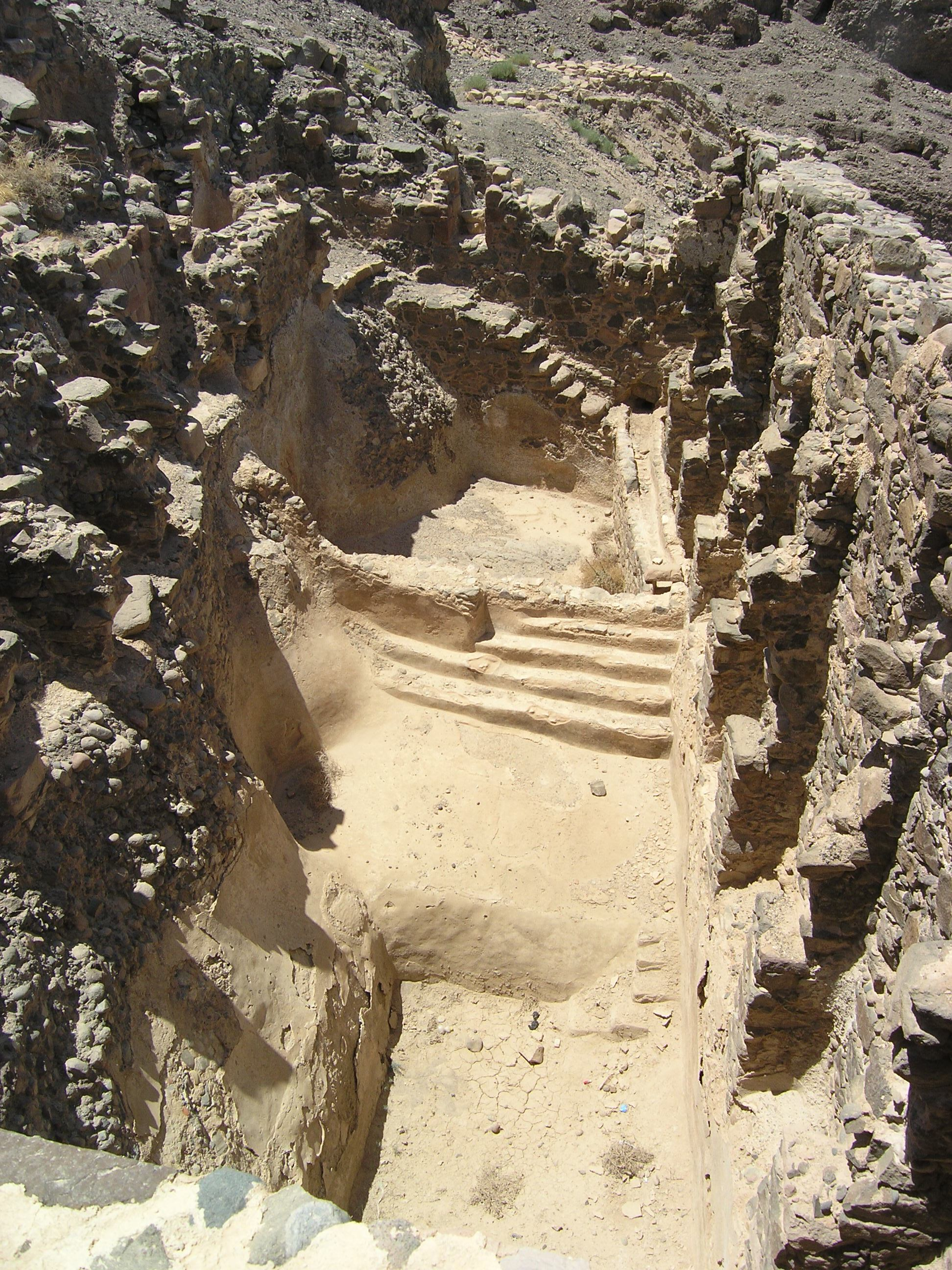
Cisterna

## Storia
Quando i pellegrini cristiani si recarono sempre più spesso in Terra Santa nel III e IV secolo d.C., era importante per loro trovare luoghi adatti dove ricordare gli eventi biblici. Una grotta nelle montagne giordane sopra il Mar Morto è da allora venerata come "Grotta di Lot" e su di essa fu costruita una chiesa nel V-VI secolo. Sulla mappa di Madaba creata intorno all'anno 560, il "Luogo di San Lot" è contrassegnato da un'immagine della chiesa.

## Ricerca e conservazione
Nel 1986, durante un'indagine di superficie, l'archeologo Burton MacDonald scoprì i resti di un monastero e lo chiamò inizialmente Deir 'Ain 'Abata (Monastero della Sorgente di Abata), dal nome della vicina sorgente. Ulteriori indagini preliminari hanno portato a pensare che potesse trattarsi del santuario di Lot a lungo cercato e conosciuto nella mappa di Madaba. Dal 1988 al 1996, Konstantinos D. Politis ha diretto gli scavi con i finanziamenti del British Museum. Il ritrovamento di iscrizioni nella basilica ha confermato che  in questo sito era venerato Lot. Dal 1993, il Ministero giordano del Turismo e delle Antichità ha promosso il restauro e la salvaguardia del sito e il suo sviluppo turistico.

## Descrizione
La piccola basilica a tre navate sorge su una stretta area scavata nella collina. Si sono conservate tre absidi e attraverso quella settentrionale si accede alla grotta. Il portale è decorato con rosette e croci; dietro di esso si apre uno stretto passaggio che conduce alla grotta. La navata centrale è separata da quelle laterali da quattro colonne per lato. Il presbiterio è rialzato con due gradini sui quali si trovano ancora le fondamenta del battistero. Tre gradini per le sedute sono murati nella curva dell'abside principale. Il nartece è franato lungo il pendio ma sono riconoscibili le sue dimensioni .
Nella chiesa sono stati ritrovati diversi mosaici che riportano le date del restauro della chiesa nel 572 - 573, firmato da Kosmas, del 606 e del 691. L'ultimo risale all'epoca omayyade, un'epoca in cui cristiani e musulmani vivevano in pace nella regione. Anche dopo l'abbandono del monastero, il culto di Lot è proseguito in questo sito fino all'epoca abbaside come testimoniano i reperti rinvenuti nella grotta.
La grotta è stata esplorata anche negli strati più profondi e sono state rinvenute ceramiche nabatee e della media e prima età del bronzo. I reperti indicano un antico luogo di culto la cui tradizione è stata ripresa dai cristiani.
A sud della basilica si trova una grande cisterna. Adiacente al lato nord si trova il refettorio con un grande forno, le stanze per i pellegrini e le celle dei monaci.